# Кастел д'Емилио (Анкона)
Кастел д'Емилио је насеље у Италији у округу Анкона, региону Марке.
Према процени из 2011. у насељу је живело 408 становника. Насеље се налази на надморској висини од 142 м.